# Jay and the Americans
Jay and the Americans var en amerikansk doo wop-inspirerad popgrupp som bildades år 1960 i New York. Gruppens uppsättning skiftade mycket, men ett stående inslag i gruppen var sångaren David "Jay" Black, som blev "Jay" då gruppens förste sångare Jay Traynor ersattes av honom. Deras största singelhit fick de 1963 med "Come a Little Bit Closer" som nådde tredjeplatsen på Billboardlistan. Bland gruppens övriga hits märks "She Cried" och "Cara Mia". "Cara Mia" blev senare känd i Sverige i en inspelning av The Shanes. Efter ytterligare några mindre singelhits nådde de åter Topp 10-placering i USA med en cover på The Drifters "This Magic Moment". Gruppen upplöstes 1973. De återförenades 2006 med en ny sångare, Jay Reincke. Howie Kane är enda originalmedlemmen kvar i gruppen.

## Medlemmar
- Sandy Deanne (Sandy Yaguda) - sång (1959-1973, 2006-idag)
- Howie Kane - sång (1959-1973, 2006-idag)
- Marty Sanders (Marty Joe Kupersmith) - sång, gitarr (1962-1973, 2006-idag)
- Jay Reincke - sång (2006-idag)

Tidigare medlemmar
- Kenny Vance - sång (1959-1973)
- John "Jay" Traynor - sång (1959-1962)
- David "Jay" Black - sång (1962-2006)

## Diskografi
Studioalbum
- She Cried (1962)
- Come A Little Bit Closer (1964)
- Sunday and Me (1966)
- Livin' Above Your Head (1966)
- Try Some of This! (1967)
- Jay and The Americans (1968)
- Early American Hits (1969)
- Sands of Time (1969)
- Capture the Moment (1970)
- Wax Museum (1970)
- 'Til The End Of Time (2009)
- Sweeter Than Wine (2009)
- Keepin' The Music Alive (2011)

Livealbum
- Live From the Cafe Wah? Greenwich Village New York (1963)

Samlingsalbum
- Blockbusters (1965)
- Greatest Hits! (1965)
- Jay and The Americans (1965)
- The Very Best of Jay & The Americans (1975)
- Jay & The Americans Greatest Hits (1980)
- Come a Little Bit Closer: The Best of Jay and the Americans (1990)
- The Best of Jay and the Americans (1990)
- Greatest Hits (10 Best Series) (1991)
- Sands of Time / Wax Museum (1993)
- The Original (1998)
- Jay and The Americans / Sunday and Me (2001)

Singlar (urval)
- Tonight / The Other Girls (1961)
- She Cried / Dawning (1961) (US #5)
- Come a Little Bit Closer / Goodbye Boys, Goodbye (1964) (US #3)
- Let's Lock the Door (And Throw Away the Key) / I'll Remember You (1964) (US #11)
- Cara Mia / When It's All Over (1965) (US #4)
- Some Enchanted Evening / Girl (1965) (US #13)
- Sunday and Me / Through this Doorway (1965) (US #18)
- Crying / I Don't Need A Friend (1966) (US #25)
- No Other Love / No, I Don't Know Her (1968)
- This Magic Moment / Since I Don't Have You  (1968) (US #6)
- Hushabye / Gypsy Woman (1969) (US #62)
- Walkin' in the Rain / For the Love of a Lady (1969) (US #19)
- There Goes My Baby / Solitary Man (1971) (US #90)